# Anabarilius transmontanus
Anabarilius transmontanus е вид лъчеперка от семейство Шаранови (Cyprinidae).

## Разпространение
Видът е разпространен в Китай (Юннан).